# Rio Băncușorul
O Rio Băncuşorul é um rio da Romênia afluente do Rio Coşna, localizado no distrito de Suceava.